# Raw Hero
RaW Hero (яп. ロウヒーロー) — японська манґа, написана та проілюстрована Акірою Хірамото. Виходила з вересня 2018 року по серпень 2020 року у журналі Evening. Вийшла у видавництві Kodansha у вигляді шести томів танкобон.

## Опис
У світі, де деякі з людей мають особливі здібності, тих, хто використовує свої сили для правди та справедливості, називають «Героями», а тих, хто використовує їх для зла, називають «Лиходіями».
У розпал усього цього безробітний юнак Чіакі, який став опікуном для молодших братів після смерті батьків, шукає роботу. Одного разу, йдучи на співбесіду, він помічає у метро збоченця, що пристає до дівчини, і, недовго думаючи, кидається на допомогу жертві. Це почуття справедливості веде Чіакі до битви між добром і злом, правдою і обманом, світлом і темрявою.

## Список томів
| № | Дата виходу     | ISBN                   |
| - | --------------- | ---------------------- |
| 1 | 22 лютого 2019  | ISBN 978-4-06-514552-4 |
| 2 | 21 червня 2019  | ISBN 978-4-06-516076-3 |
| 3 | 19 вересня 2019 | ISBN 978-4-06-517257-5 |
| 4 | 23 січня 2020   | ISBN 978-4-06-518282-6 |
| 5 | 22 травня 2020  | ISBN 978-4-06-519584-0 |
| 6 | 23 вересня 2020 | ISBN 978-4-06-520715-4 |